# プリマス (ミネソタ州)
プリマス（英語Plymouth）は、アメリカ合衆国ミネソタ州のヘネピン郡にある都市。人口は8万1026人（2020年）。ミネアポリスの西24キロメートルに位置している。
かつてヘネピン郡の政治家によって「Medicine Lake」という名称に変更しようとする試みがあったが、委員会で使われただけで現在は使われていない。

## 歴史
プリマスがある場所は先コロンブス期である1400年代から1500年代ごろまで遡る事が出来、スー族の氏族であるダコダ族がMedicine Lakeの北側で居住していた。「Medicine Lake」の名前の由来はダコタ族の「Mdewakanton」から来ており「精神の湖」という意味で、ダコダ族のある戦士がカヌーで湖で転覆してしまい遺骸が見つからなかった事に由来する。
この地を最初に開拓したのがAntoine LeCounteで、1848年に同地には着いたが1852年までは開拓はせず、レッド川流域から手紙やネイティブアメリカンとの馬の交易品を運んだ。LeCounteが初めて小屋を作った場所が現在の「East Medicine Lake Boulevard, 29th Avenue North」の位置になる。
プリマスが町として1855年に始まったのが、現在はParkers Lakeと呼ばれる湖の北東の沿岸で、製粉所などの建物が建てられた。1857年の春にはParkers Lakeで洪水が起こったため製粉所は解体されFreeport(現在のWayzata)に移動した。
その後新たな開拓者達がこの地を訪れ、組織化する事を決定した。ヘネピン郡委員会が新しいプリマスの開拓者として指名され、1858年4月19日に役場建設のために公開選挙がFrancis Dayの家で行われた。5月11日は「Medicine Lake」という名前への変更の投票が行われ、委員会では一度その名前が使われたが、何らかの理由で記録される事なくこれ以降使われなった。
1862年にNew Ulm近くのFort Ridgelyにて白人開拓者とダコダ族とのダコタ戦争の間、プリマスの開拓者達は民兵を編成した。南北戦争が開戦した際には、プリマスから志願兵達に25ドルが支給された。この頃にはプリマスも繁栄し始め新たな局面を迎えていた。学校や教会や郵便局が建設され、1863年までにホテルも建設された。
南北戦争の後の1880年までにプリモスは更なる変革が起こり、人口が1,074人に増加し、年間の税収が667ドルになった。農業が開拓者達にとって交易の重要なものになり、道路が他の町からプリマスにも通るように建設された。Medicine湖が旅行者にとっての名所となり、沿岸にはリゾート施設が建設された。
プリマスにも地方自治体が組織されるようになり、1955年5月18日に「村」として再編された。1968年8月1日にはシティー・マネージャー制が採択され、1974年2月7日は法制に従った「市」となり、1992年に憲章に基づく市(チャーターシティ)が採択されるまで続き、1993年1月1日からチャーターシティとして施策された。チャーターシティとなってもシティー・マネージャー制は維持され規模は大きくなった。チャーターシティが採択される前まで市議会は5人が全域から選出されていたが、チャーターシティとなってから、4つの区から7人が選出されるようになった。
プリマスは2008年に雑誌「Money Magazine」によって居住区・産業・公園・学校・自給自足・自立などを加味して「アメリカで一番の町」に選ばれた。

## 地理
アメリカ合衆国国勢調査局によると、プリマスの総面積は35.33mi²(91.50km²)で、32.68mi²(84.64km²)が陸地で2.65mi²(6.86km²)が水域である。
州間高速道路494号線、アメリカ国道169号線およびミネソタ州道55号線がメイン道路となっており、863の住宅小路、トータル300マイルの市道があり、公共職員がメンテナンスしている。

### 気候
プリマスはアメリカ中西部の典型的な気候の湿潤大陸性気候で、厳しい冬の寒さがありながら夏は暑くしばしば高湿度になる。夏場の平均最高気温は摂氏28度(華氏83度)で平均最低気温は摂氏15度(華氏60度)、冬場の平均最高気温は摂氏-5度(華氏-16)である。最も高い気温は1964年に摂氏37度(華氏99度)、最も低い気温は1977年に摂氏-39.4度(華氏-39度)を記録した。
降水量については年間を通して降雨があり、一番降る時期は夏場で6月が一番多く120.33mmとなっている。
| プリマス (ミネソタ州)の気候                                                                             | プリマス (ミネソタ州)の気候 | プリマス (ミネソタ州)の気候 | プリマス (ミネソタ州)の気候 | プリマス (ミネソタ州)の気候 | プリマス (ミネソタ州)の気候 | プリマス (ミネソタ州)の気候 | プリマス (ミネソタ州)の気候 | プリマス (ミネソタ州)の気候 | プリマス (ミネソタ州)の気候 | プリマス (ミネソタ州)の気候 | プリマス (ミネソタ州)の気候 | プリマス (ミネソタ州)の気候 | プリマス (ミネソタ州)の気候 |
| 月 | 1月                         | 2月                         | 3月                         | 4月                         | 5月                         | 6月                         | 7月                         | 8月                         | 9月                         | 10月                        | 11月                        | 12月                        | 年                          |
| --- | --------------------------- | --------------------------- | --------------------------- | --------------------------- | --------------------------- | --------------------------- | --------------------------- | --------------------------- | --------------------------- | --------------------------- | --------------------------- | --------------------------- | --------------------------- |
| 最高気温記録 °C （°F）                                                                                  | 13 (55)                     | 15 (59)                     | 28 (82)                     | 33 (91)                     | 35 (95)                     | 39 (102)                    | 37 (99)                     | 36 (97)                     | 36 (97)                     | 31 (88)                     | 23 (73)                     | 16 (61)                     | 39 (102)                    |
| 平均最高気温 °C （°F）                                                                                  | −5 (23)                     | −2 (28)                     | 5 (41)                      | 14 (57)                     | 22 (72)                     | 26 (79)                     | 28 (82)                     | 27 (81)                     | 22 (72)                     | 15 (59)                     | 5 (41)                      | −3 (27)                     | 12.8 (55.2)                 |
| 平均最低気温 °C （°F）                                                                                  | −16 (3)                     | −12 (10)                    | −3 (27)                     | 1 (34)                      | 8 (46)                      | 13 (55)                     | 16 (61)                     | 14 (57)                     | 9 (48)                      | 3 (37)                      | −4 (25)                     | −12 (10)                    | 1.4 (34.4)                  |
| 最低気温記録 °C （°F）                                                                                  | −39 (−38)                   | −35 (−31)                   | −33 (−27)                   | −21 (−6)                    | −8 (18)                     | 1 (34)                      | 6 (43)                      | 2 (36)                      | −6 (21)                     | −13 (9)                     | −28 (−18)                   | −39 (−38)                   | −39 (−38)                   |
| 雨量 mm （inch）                                                                                        | 22.8 (0.898)                | 16.7 (0.657)                | 42.6 (1.677)                | 61.2 (2.409)                | 89.9 (3.539)                | 120.3 (4.736)               | 105.6 (4.157)               | 102.1 (4.02)                | 85 (3.35)                   | 63.5 (2.5)                  | 41.6 (1.638)                | 22.8 (0.898)                | 774.1 (30.479)              |
| 出典：http://www.weather.com/weather/wxclimatology/monthly/graph/55447?from=tenDay_bottomnav_undeclared |                             |                             |                             |                             |                             |                             |                             |                             |                             |                             |                             |                             |                             |

## 人口統計
2010年の国勢調査
- 人口: 70,576人
  - 28,663世帯
    - 18歳以下の子持ちの世帯: 32.4%
    - 結婚して一緒に住んでいる世帯: 55.6%
    - 旦那がいない女性の世帯: 8.5%
    - 妻がいない男性の世帯: 3.0%
    - 家族がいない世帯: 32.9%
    - 家族すべてが独立している世帯: 26.4%
    - 65歳以上が一人で住んでいる世帯: 8%

  - 19,230家族
- 平均世帯構成: 2.42人
- 平均家族構成: 2.96人
- 年齢の中央値: 39.5歳 
  - 18歳以下: 23.9%
  - 18～24歳: 6.9%
  - 25～44歳: 27.1%
  - 45～64歳: 30.1%
  - 65歳以上: 12.1%
  - 男女比率: 48.4%対51.6%
- 人口密度: 2,159.6人/mi²(833.8人/km²)
- 917.4mi²(354.2km²)当たり29,982の家屋
- 人種構成
  - 白人: 84.2%
  - アフリカ系: 5.2%
  - ネイティブ・アメリカン: 0.3%
  - アジア系: 6.9%
  - 太平洋諸島系: 0.04%
  - ヒスパニック系およびラテン系: 3.0%
  - その他: 3.3%

## 政治
プリマスはシティー・マネージャー制にて市制を管理しており、市長の下に6人の議員で構成されている。
各議会の議員については
- アメリカ合衆国上院
  - Amy Klobucharｔ (民主党系)
  - Tina Smith (民主党系)
- アメリカ合衆国下院 (ミネソタ第3選挙区)
  - Erik Paulsen （共和党系)
- ミネソタ州議会・上院
  - Terri Bonoff 民主党系
  - Ann Rest (民主党系)
  - Ron Latz　(民主党系)
- ミネソタ州議会・下院
  - Ryan Winkler (民主党系)
  - Lyndon Carlson　(民主党系)
  - Sarah Anderson　（共和党系)

またバラク・オバマが2008年と2012年にプリマスを遊説に訪れている。

## 教育
公立学校
公立学校については以下の5つの学区で構成されている。
- Wayzata Public Schools (ISD 284)
- Robbinsdale Area Schools (ISD 281)
- Osseo School District (279)
- West Metro Education Program　(ISD 6069
- Hopkins School District (ISD 270)

Wayzata Public Schoolsがプリモスの西地区・北東地区及び南地区の市の中心部、Robbinsdale Area Schoolが東中央地区を、Osseo Districtが北東部、Hopkins School Districtが南東部側を管理している。また生徒によっては、ミネソタ州の入学に関する法律に基づき学区以外の公立学校を通う事も可能である。
- Birchview Elementary School
- Gleason Lake Elementary School
- Greenwood Elementary School
- Kimberly Lane Elementary School
- Oakwood Elementary School
- Plymouth Creek Elementary School
- Sunset Hill Elementary School
- Wayzata East Middle School
- Wayzata Central Middle School
- Wayzata West Middle School
- Wayzata High School

＊Wayzata High Schoolは約3500人の9～12年生の生徒が通うミネソタで2番目に大きな高校である。2012-2013年度の在校生は入学者は3,617名だった。敷地は487,000ft2(45,200m2)で、スポーツはLake Conferenceに所属する。ニューズウィークの「全米高校ランクTOP1300」にて940位となっている。
- Robbinsdale Armstrong High School
- Robbinsdale Plymouth Middle School
- Zachary Lane Elementary School
- The InterDistrict Downtown School (IDDS)
- FAIR (Fine Arts Interdisciplinary Resource) School
- 私立
  - Fourth Baptist Christian School
  - Central Baptist Theological Seminary
  - Providence Academy
  - West Lutheran High School

## 経済
モザイク、OneBeacon、Sleep Number、Christopher & Banksの本社がプリマスにある。
「Plymouth's 2014 Comprehensive Annual Financial Report」 によると、市内で従業員数が多い企業は以下の通りである。
| 順位 | 企業                             | 従業員数 |
| ---- | -------------------------------- | -------- |
| 1    | Wayzata Public Schools           | 1,505    |
| 2    | Aimia                            | 1,000    |
| 3    | Sleep Number                     | 900      |
| 4    | メドトロニック                   | 875      |
| 5    | St. Jude Medical                 | 800      |
| 6    | プルデンシャル・ファイナンシャル | 598      |
| 7    | City of Plymouth                 | 571      |
| 8    | ハネウェル                       | 525      |
| 9    | Nilfisk-Advance                  | 500      |
| 10   | US Foods                         | 500      |

## 著名人
- Marion Barber III： 元NFLのランニングバック
- Ariya Daivari:　WWEレスラー
- Jeff Johnson： ハネピン郡代議員
- Evan Kaufmann： ドイツのアイスホッケーリーグ選手
- ジェームズ・ロウリネイティス： 元NFLのラインバッカー
- A.J. Tarpley: 元NFLのラインバッカー
- Jonas H. Howe： 奴隷制度廃止運動家
- Blake Wheeler： NHL選手
- Mark Parrish： 元NHL選手でオールスターにも出場
- Andrew Tang: チェスプレイヤー